# Polydora haswelli
Polydora haswelli är en ringmaskart som beskrevs av Blake och Kudenov 1978. Polydora haswelli ingår i släktet Polydora och familjen Spionidae.
Artens utbredningsområde är havet kring Nya Zeeland. Inga underarter finns listade i Catalogue of Life.